# Shy FX

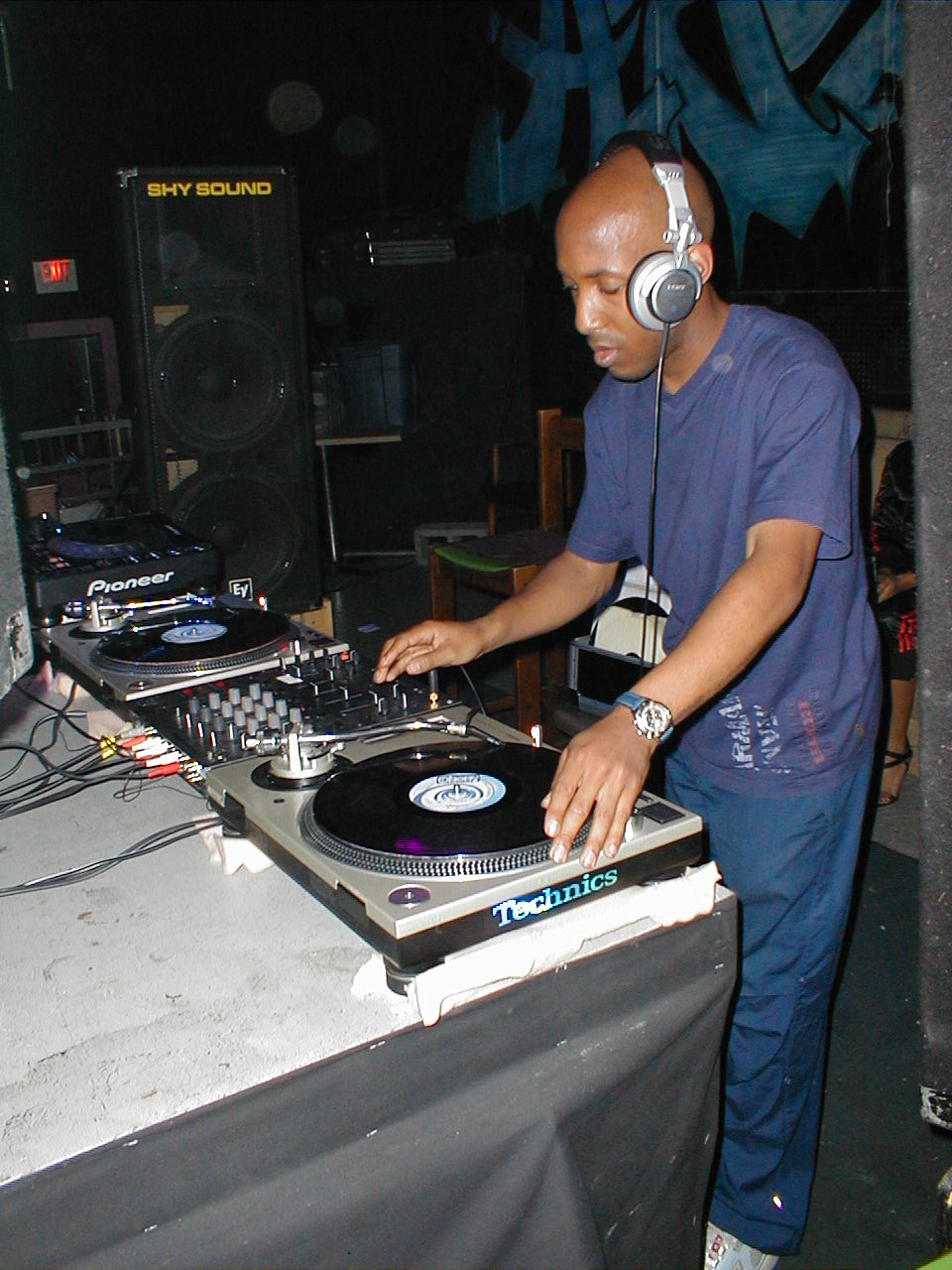
Shy FX

Shy Fx is een Engelse jungle- c.q. drum-and-bassartiest. Zijn echte naam is Andre Williams.
Zijn bekendste nummer Original Nuttah (met UK Apache) wordt doorgaans gezien als een van de bekendste drum-and-bassnummers. Hij werd voornamelijk bekend door zijn nummer 'Original Nuttah'. Hij debuteerde op S.O.U.R. Records met zijn twee singles 'Gangsta Kid' en 'Sound of the Beast'.
Andere nummers van hem zijn:
- Everyday
- Feelings
- Shake Your Body